# Volanice
Volanice jsou obec v okrese Jičín v Královéhradeckém kraji. Leží přibližně patnáct kilometrů jižně od Jičína a tři kilometry západně od Vysokého Veselí. Žije v ní 229 obyvatel.

## Historie
První písemná zmínka o obci pochází z roku 1325. V 16. století zde sídlil staročeský vladycký rod Volanských. Další důležitou historickou událostí byla v roce 1780 stavba pozdně barokního zámku, který nechal na místě starší tvrze postavit Tobiáš Grätzel z Gränzelsteinu.

## Obyvatelstvo
| Rok            | 1869 | 1880 | 1890 | 1900 | 1910 | 1921 | 1930 | 1950 | 1961 | 1970 | 1980 | 1991 | 2001 | 2011 | 2021 |
| -------------- | ---- | ---- | ---- | ---- | ---- | ---- | ---- | ---- | ---- | ---- | ---- | ---- | ---- | ---- | ---- |
| Počet obyvatel | 775  | 836  | 743  | 713  | 695  | 668  | 639  | 419  | 397  | 344  | 336  | 266  | 236  | 213  | 232  |
| Počet domů     | 115  | 122  | 124  | 128  | 153  | 146  | 155  | 151  | 132  | 119  | 101  | 130  | 139  | 132  | 135  |

## Obecní správa

### Obecní symboly
Znak a vlajka byly obci uděleny rozhodnutím předsedy Poslanecké sněmovny Parlamentu České republiky dne 9. října 2007.

## Pamětihodnosti
- Zámek Volanice